# Сеитниязов, Джолимбет
Джолимбет Сеитниязов — советский хозяйственный, государственный и политический деятель.

## Биография
Родился в 1920 году в аулсовете № 4. Член КПСС.
Участник Великой Отечественной войны. С 1946 года — на хозяйственной, общественной и политической работе. В 1946—1981 гг. — советский работник в Каракалпакской АССР, председатель Совета Министров Каракалпакской АССР, слушатель Высшей партийной школы при ЦК КПСС, секретарь Каракалпакского обкома КП Узбекистана, министр просвещения Каракалпакской АССР.
Избирался депутатом Верховного Совета СССР 4-го созыва.
Умер после 1981 года.